# Chemical Research in Toxicology
Chemical Research in Toxicology, abgekürzt Chem. Res. Toxicol., ist eine seit 1997 monatlich erscheinende wissenschaftliche Fachzeitschrift, die von der American Chemical Society veröffentlicht wird. Die Erstausgabe wurde im Januar 1988 publiziert. Die veröffentlichten Artikel decken alle Bereiche der chemischen Grundlagen von toxischen Reaktionen ab.
Der Impact Factor des Journals lag im Jahr 2020 bei 3,739. Nach der Statistik des Web of Science wurde das Journal 2020 in den drei Kategorien medizinische Chemie (28. von 62 Zeitschriften), multidisziplinäre Chemie (74. von 178 Zeitschriften) und Toxikologie (38. von 93 Zeitschriften) mit den in Klammern angegebenen Platzierungen geführt.
Chefredakteurin ist Shana Sturla (ETH Zürich, Schweiz).